# 인터걸스
인터걸스는 대한민국의 전 음악 그룹이다. 2022년 싱글 [바쁘니까 끊어]로 데뷔했다.

## 음반
- 바쁘니까 끊어 (2022)